# 乔师望
乔师望（?—?），唐朝大臣、将领、驸马，娶唐高祖女儿庐陵公主为妻。

## 生平
贞观二年（628年），唐太宗派时任游击将军的乔师望，册封夷男为薛延陀真珠毗伽可汗。
贞观十四年（640年），唐太宗派侯君集灭高昌，建立安西都护府，第一任安西都护就是乔师望。
贞观二十年（646年）春天，唐太宗派执失思力和乔师望，击败薛延陀多弥可汗拔灼，拔灼逃离，薛延陀坠入混乱。
唐高宗朝封襄邑县子、驸马都尉。
显庆三年（658年）为凉州刺史，後改任益州、润州。上元二年（675年），为华州刺史。
乔师望任内撰《华山西峰秦皇观基浮图铭》，卢照邻为他作《驸马都尉乔君集序》。

## 关系

### 夫人
- 庐陵公主李氏，唐高祖第九女。

### 儿子
- 乔知之，左司郎中。
- 乔备，襄阳县令。
- 乔侃，兖州都督。

### 女儿
- 乔氏。